# Високе (Страшевицьке сільське поселення, поблизу М’якинниці)
Високе (рос. Высокое) — присілок в Торжоцькому районі Тверської області Російської Федерації.
Населення становить 0 осіб. Входить до складу муніципального утворення Страшевицьке сільське поселення.

## Історія
Від 2005 року входить до складу муніципального утворення Страшевицьке сільське поселення.

## Населення
1. Н/Д[2]